# Acquedotto Mediceo (Pisa)

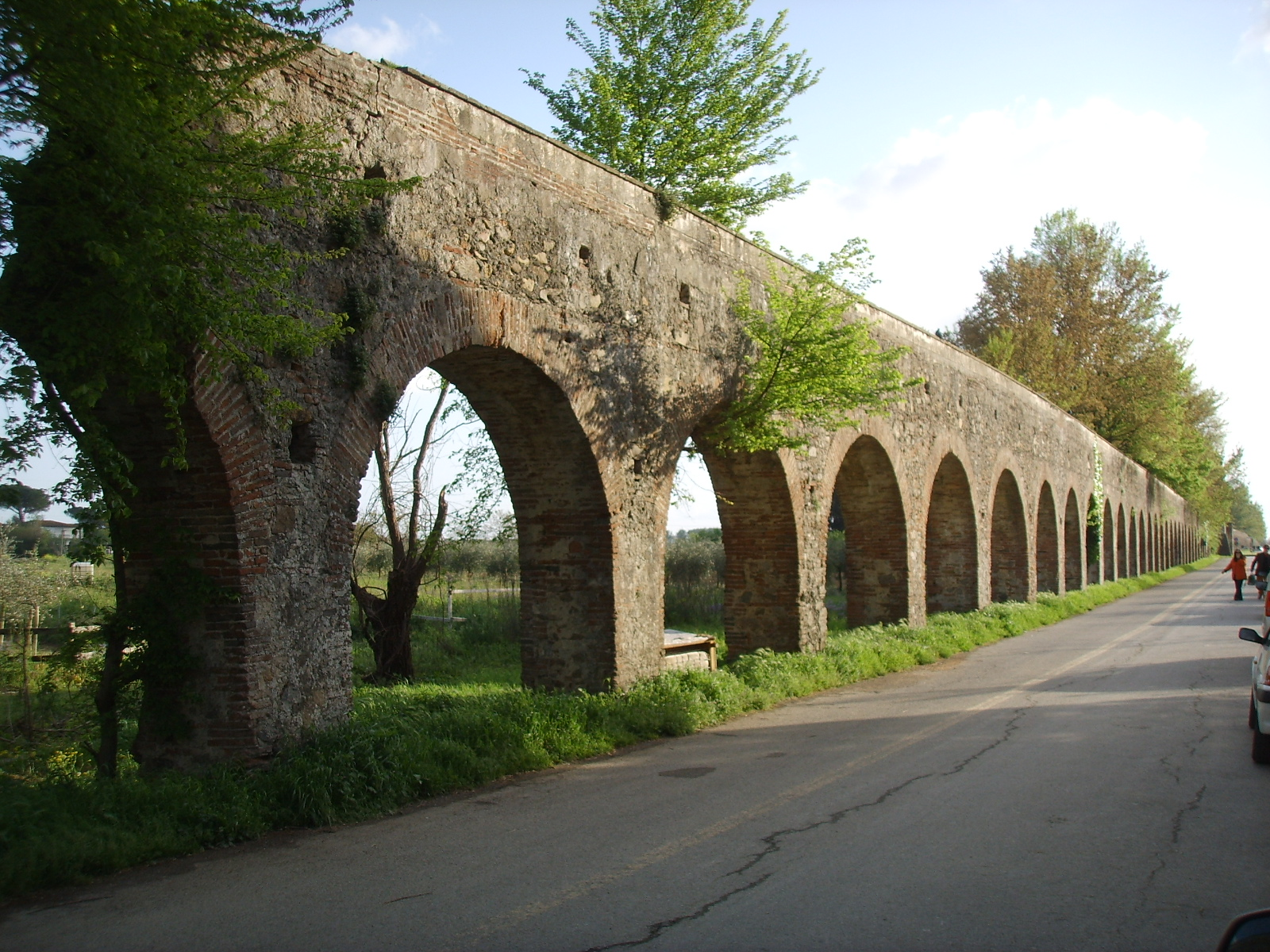
L'Acquedotto Mediceo alle porte di Pisa

L'Acquedotto Mediceo è un antico acquedotto attivo tra il XVII e il XX secolo che attraversa la campagna da Asciano Pisano a Pisa.
Ancora oggi le acque della Valle delle Fonti, con le prese medicee ancora funzionanti, sono trasportate verso Pisa tramite delle moderne tubature passanti sotto terra a fianco dell'acquedotto.

## Storia

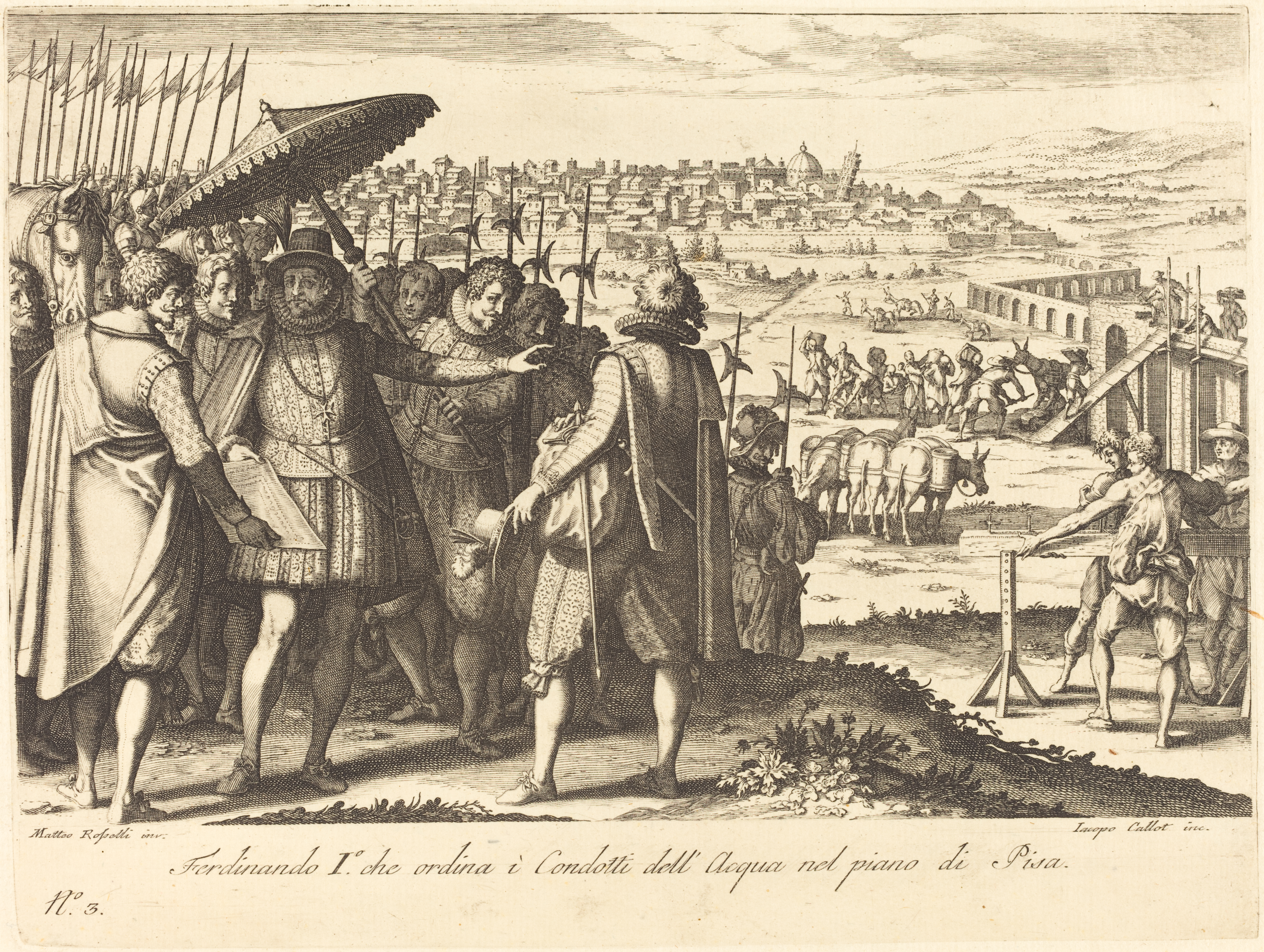
Ferdinando I de Medici supervisiona dei lavori di restauro dell'acquedotto. Incisione di Jacques Callot tratta da un dipinto di Matteo Rosselli.

Pisa ebbe già in epoca romana un suo acquedotto che portava l'acqua dalla località Caldaccoli, appena fuori dall'abitato di San Giuliano Terme, alle terme romane cittadine. Dopo la sua dismissione per almeno mille anni Pisa tornò ad usare l'acqua di pozzo anche se presentava diversi problemi di purezza e salubrità a causa del terreno paludoso. La maggior parte della popolazione a causa di ciò soffriva di cachessia, problema evidenziato anche dal filosofo francese Michel de Montaigne di passaggio da Pisa nel 1500.
Per risolvere il problema, già Cosimo I de' Medici fece iniziare la progettazione di una condotta sotterranea che captasse le fonti di Asciano Pisano e le portasse direttamente dentro le mura della città. Il progetto non ebbe buoni risultati, per cui si optò per un acquedotto a archi, più costoso ma più funzionale. La nuova costruzione iniziò su iniziativa del granduca Ferdinando I de' Medici, che ne affidò il progetto all'architetto Raffaello Zanobi di Pagno tra il 1588 e il 1592. Nel 1594, in seguito a malattia, subentrò alla direzione del progetto l'architetto Andrea Sandrini, che dovette sistemare la condotta a causa di un errore di progettazione che faceva ristagnare l'acqua non facendola arrivare a Pisa, completò il tutto nel 1613 sotto il granducato di Cosimo II de' Medici.

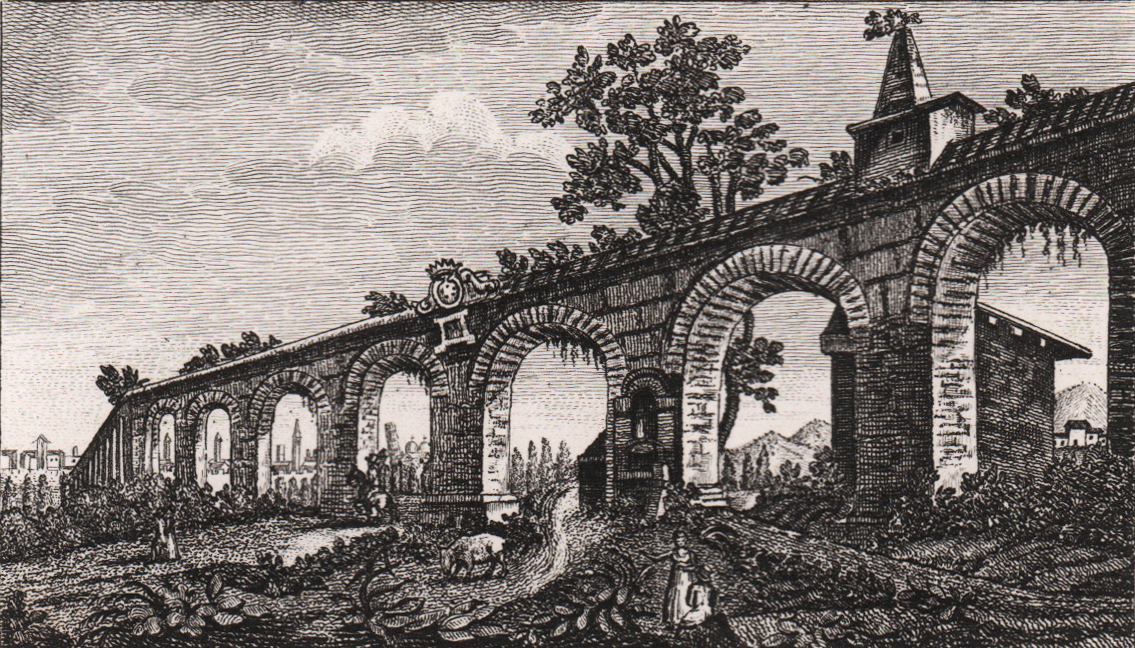
L'acquedotto presso l'attuale incrocio tra Via di Pratale e Via Calcesana. Incisione di Giovanni Antonio Sasso tratta dal libro "Viaggio pittorico della Toscana" di Francesco Fontani (1800).

Per il finanziamento dell'opera vennero usati i proventi dalla tassa sul sale e fu messo in vendita il legno dei pini abbattuti.
Nel 1632 vennero fatte alcune opere di restauro come i contrafforti per rendere più stabili i pilastri, la pulizia delle canalette, la riparazione degli schianti e alcuni archi ricostruiti più alti per migliorare la pendenza.
Francesco Fontani in Viaggio pittorico della Toscana nel 1800 così descrisse l'acquedotto: «La magnificenza di cotal fabbrica non ha che da invidiare alle grandiose opere dei Romani, e se mancano in esso quegli accessorj di ornato esteriore che negli antichi edifizj sogliono per ordinario comparire, la nobile semplicità con cui sono condotti gli archi e i pilastri di questo, compensa ampiamente quel più che desiderare alcuno mai vi potesse».
Il 14 agosto 1846 l'acquedotto ebbe alcuni danni per via di un importante terremoto avente come epicentro le Colline Pisane. Furono eseguiti dei lavori di restauro nel tratto dove l'acquedotto supera il fosso della Vicinaia, eliminando gli archi evidentemente danneggiati ed obliqui rispetto alla strada e ricostruendo gli archi ortogonalmente alla strada migliorandone anche la circolazione.
Dal 1860 la gestione e proprietà dell'acquedotto passa dall'Ufficio dei fiumi e fossi al Comune di Pisa, che mantiene tuttora la completa proprietà dell'acquedotto e del cisternone di Asciano.
Nel 1890 vennero eseguiti dal Comune di Pisa vari lavori per aumentare la portata e migliorare la qualità delle acque dell'acquedotto, in particolare vennero escluse le polle che si intorbidivano facilmente e vennero captate altre fonti da Agnano e dalla località Ragnaia.
L'acquedotto fu attivo per circa tre secoli, fino al XX secolo, quando ormai la portata dell'acqua non era più sufficiente a soddisfare le esigenze della città sempre più in crescita. Nel 1925 fu infatti aperto il nuovo acquedotto di Filettole che da solo poteva garantire l'approvvigionamento idrico della città, delle frazioni limitrofe e anche parte della città di Livorno.
L'ultimo uso conosciuto dell'acquedotto Mediceo fu durante la seconda guerra mondiale, dove nel 1943 era l'unico funzionante.
Ancora oggi l'acqua della Valle delle Fonti raggiunge la città di Pisa, seppur con moderne tecnologie.

## Percorso

Il percorso dell'acquedotto

L'acquedotto parte dalla Valle delle Fonti dove sono presenti molte prese d'acqua, realizzate a più riprese, e che intercettano le varie fonti che alimentano il torrente Zambra. Le acque venivano quindi raccolte in piccole cisterne per filtrarle e purificarle, prima con ciottoli di varia grandezza, poi con sabba ed infine passavano per un letto di carboni attivi. Da lì, gran parte dell'acqua purificata proseguiva il suo percorso verso valle, mentre una piccola parte entrava nel Cisternone. Il Cisternone Mediceo è una grande vasca limaria (dove avveniva il processo di sedimentazione), aveva una capienza di 366 metri cubi d'acqua e in caso di intorbidamento d'acqua poteva garantire circa 6-8 ore di autonomia al sistema.
L'acqua proseguiva alla Casa del Fontaniere, il fontaniere aveva il compito di controllare il corretto funzionamento del sistema di presa dell'acqua, la quantità d'acqua da immettere nell'acquedotto e decidere quando, a causa dell'intorbidamento delle acqua, era il caso di deviare le acque nel vicino torrente Zambra e usare quelle conservate del Cisternone. Dalla Casa del Fontaniere partiva un altro tratto in galleria verso il bottino "della Guglia", dove anche oggi è presente la prima fontanella. Qui si congiungono altri rami dell'acquedotto, realizzati nel XIX secolo per aumentare la portata. L'ultima parte sotterranea ha quindi termine presso il bottino di San Rocco, dove l'acqua viene incanalata fuori terra su archi a leggera pendenza.
Lungo tutto il percorso sono presenti diverse fontanelle e caselli idrici (o stazioni), quest'ultimi manufatti venivano utilizzati per la decantazione e per distribuire parte dell'acqua a privati. Dei caselli idrici se ne possono riconoscere almeno quattro, uno ad Asciano all'angolo tra via Possenti e via dei Condotti, uno in aperta campagna presso Via Vincenzo Bellini, quindi il penultimo presso Via di Pratale e l'ultimo all'angolo di Via Angelo Battelli, l'unico tra questi restaurato nel 2007 e riportato all'antico splendore. Mentre le fontanelle sul percorso degli archi ce ne sono due, una all'incrocio con via Sant'Elena e una su via di Pratale conosciuta col nome "Fontana dei Cavallai".
Dopo un percorso di circa 6 chilometri sostanzialmente rettilineo, gli archi arrivano alle mura di Pisa in Piazza delle Gondole. Qui è presente una cisterna da dove l'acqua veniva poi incanalata in condutture sotterranee per alimentare le varie fontane presenti in città, tra quelle più conosciute, la fontana dei Putti in Piazza dei Miracoli e la fontana sotto la Statua di Cosimo I in Piazza dei Cavalieri. Altre fontane alimentate dall'acquedotto, ancora esistenti, sono quella di piazza delle Gondole, della piazzetta Tongiorgi, piazza Martiri della Libertà, piazza delle Vettovaglie, piazza Alessandro D'Ancona, piazza Cairoli, piazza San Luca, e altre minori.

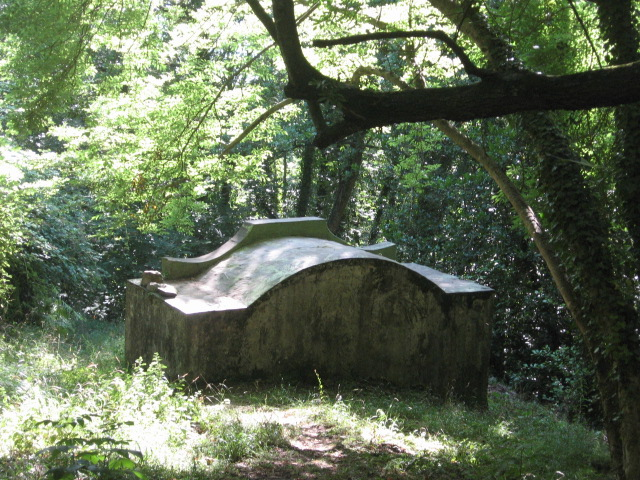
Valle delle Fonti: un bottino di presa delle acque
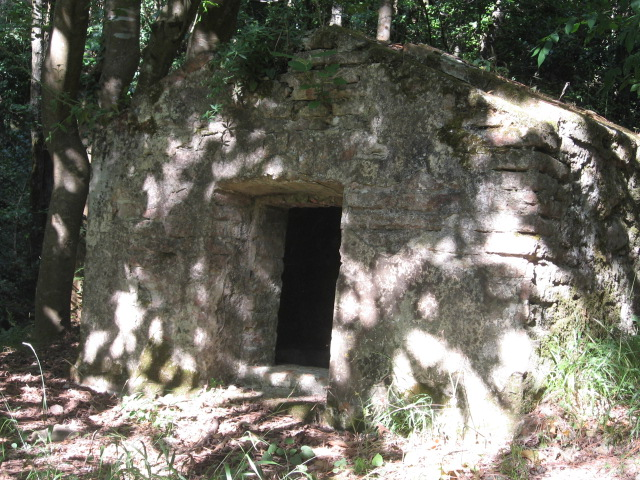
Valle delle Fonti: edificio di servizio dell'acquedotto
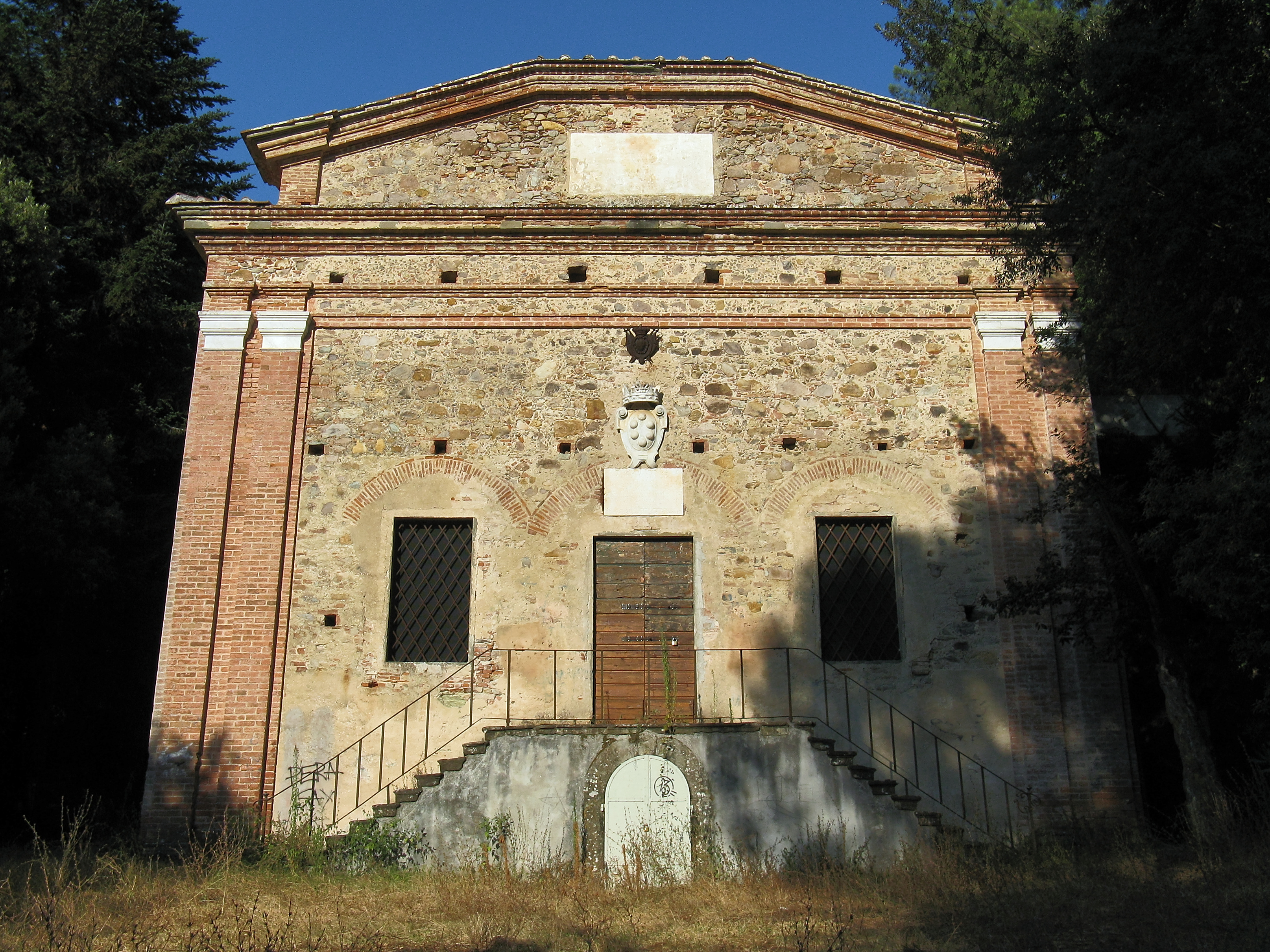
Valle delle Fonti: Il Cisternone Mediceo
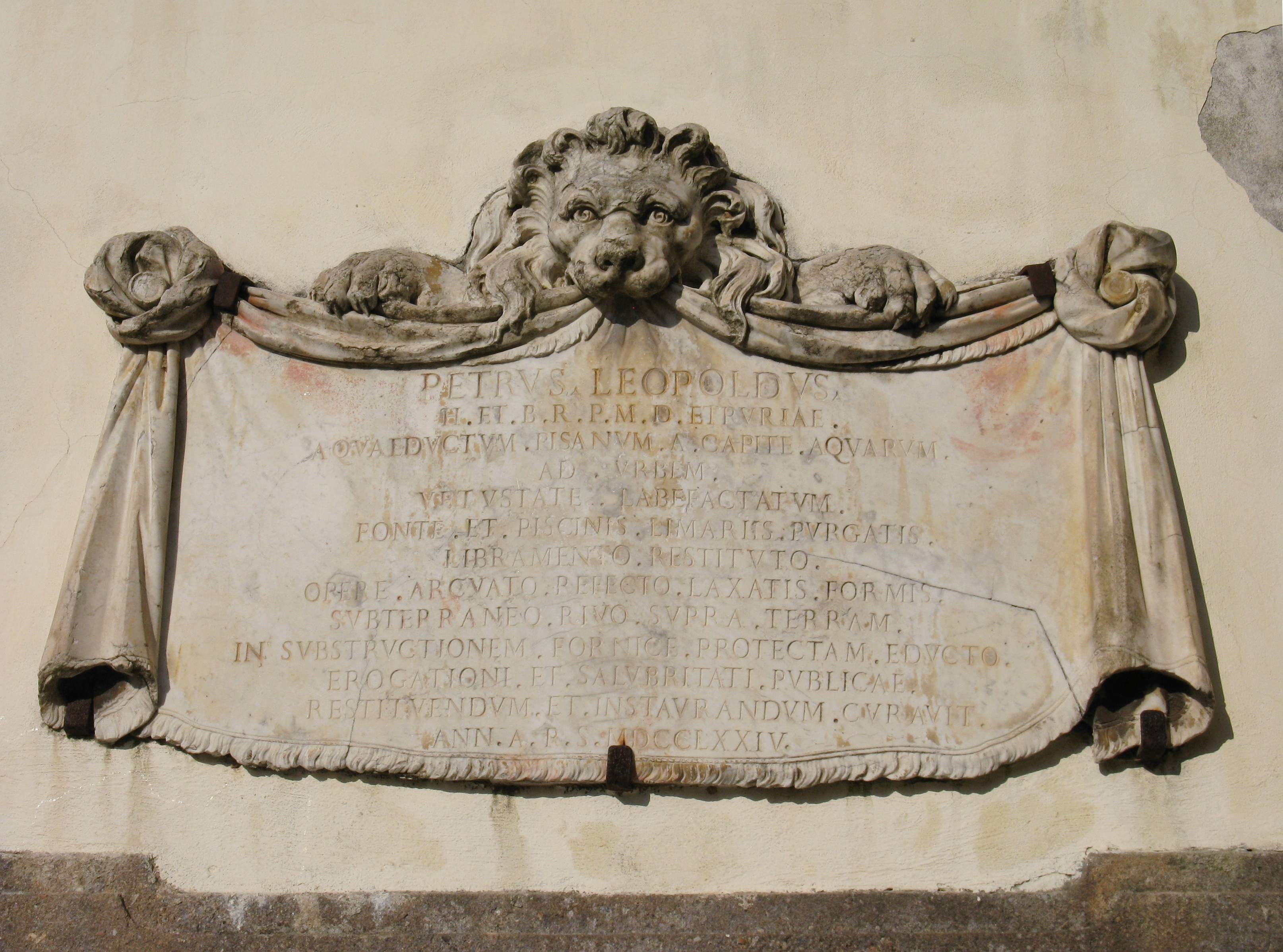
Iscrizione presso il bottino di San Rocco
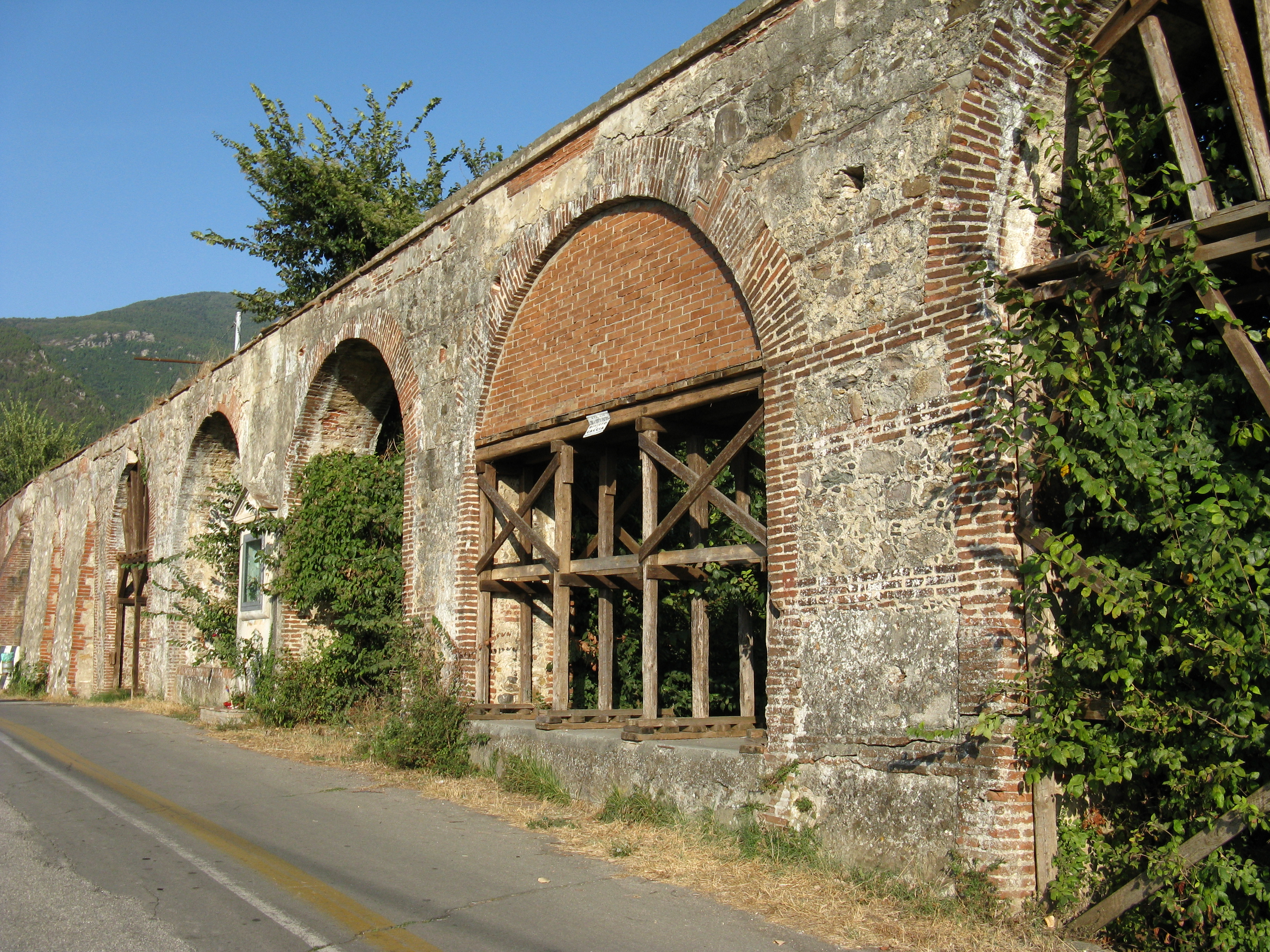
Archi con rinforzi poco dopo Asciano
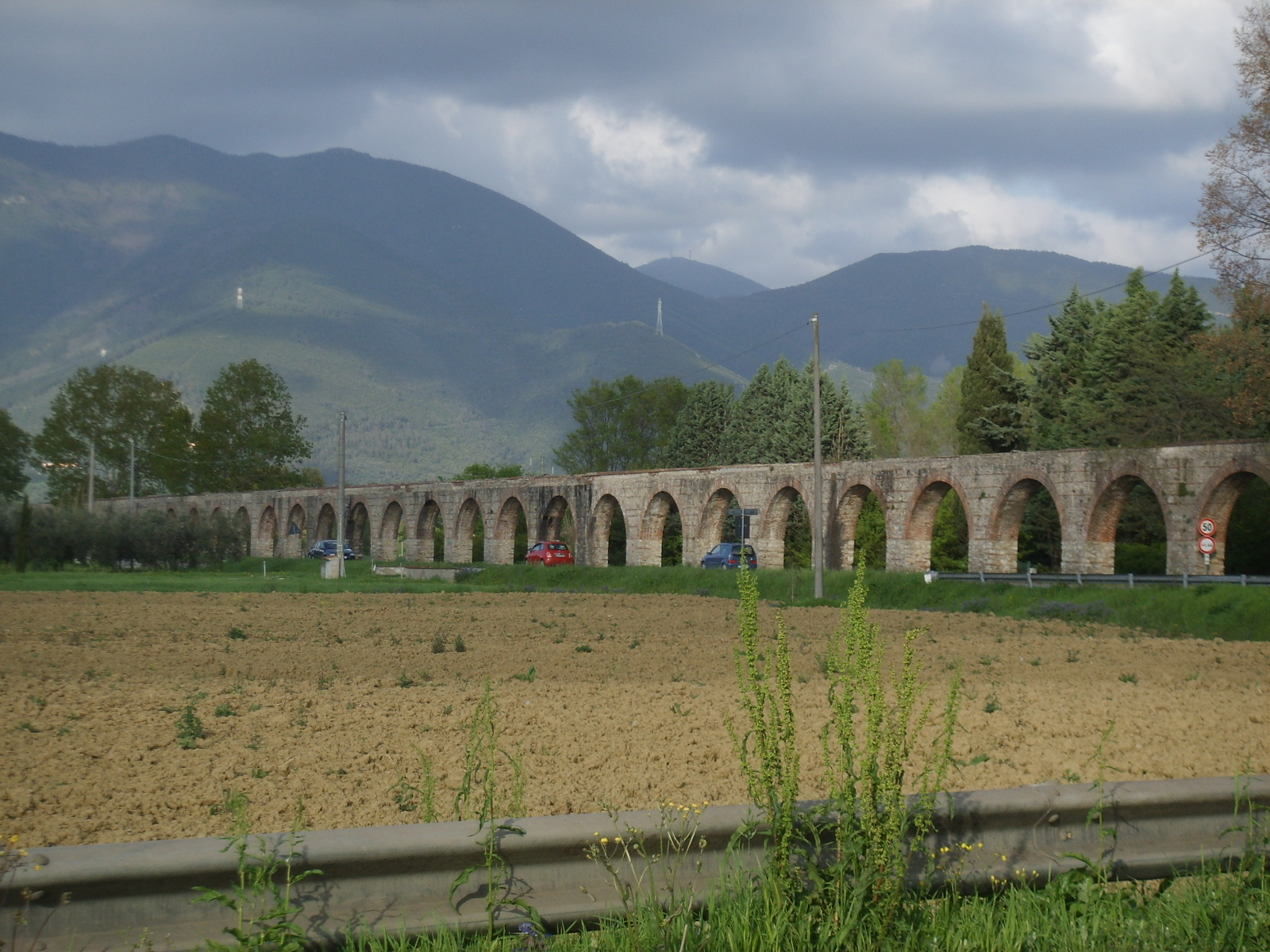
L'acquedotto presso via Puccini
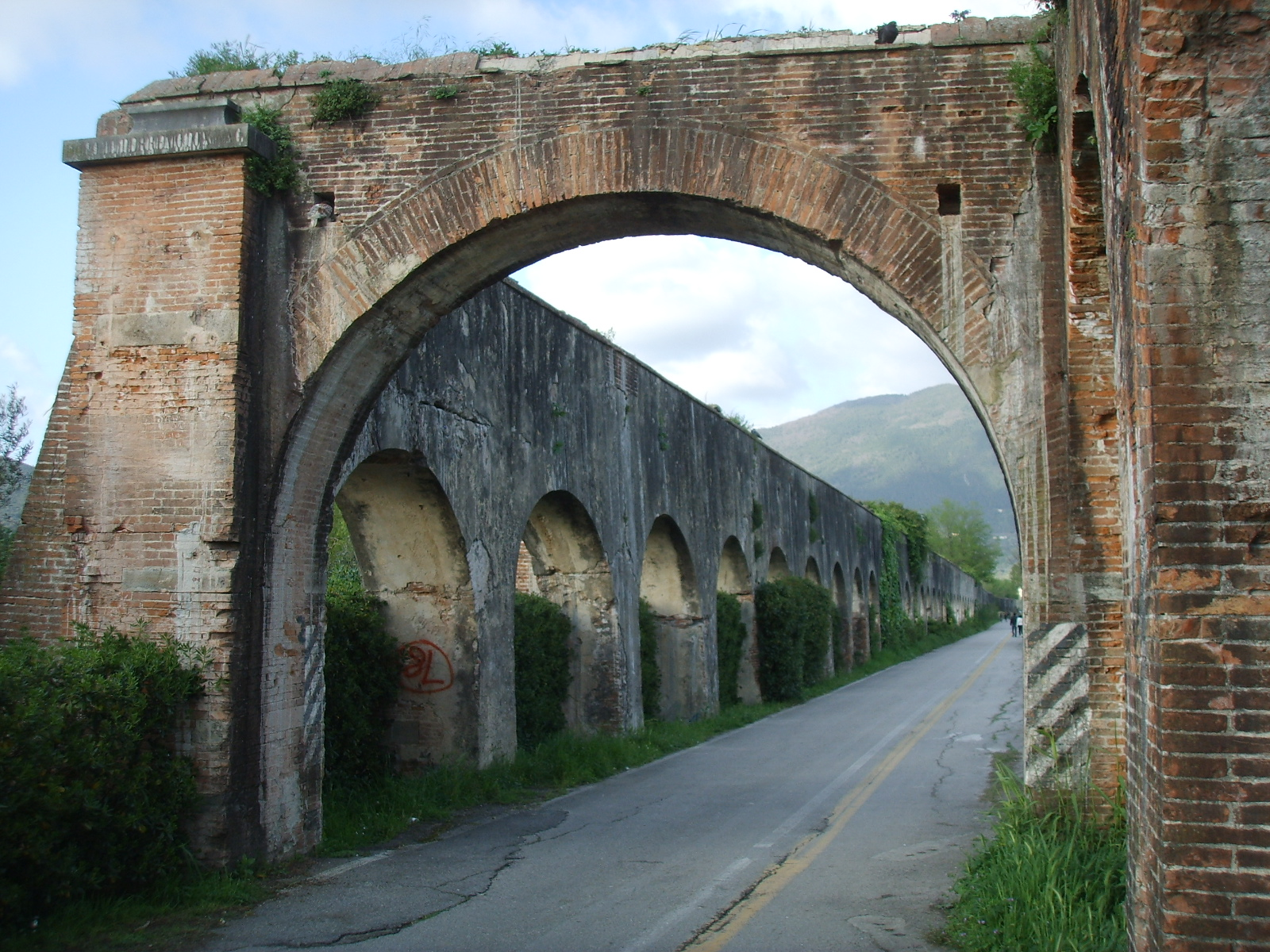
Angolo presso il Fosso della Vicinaia
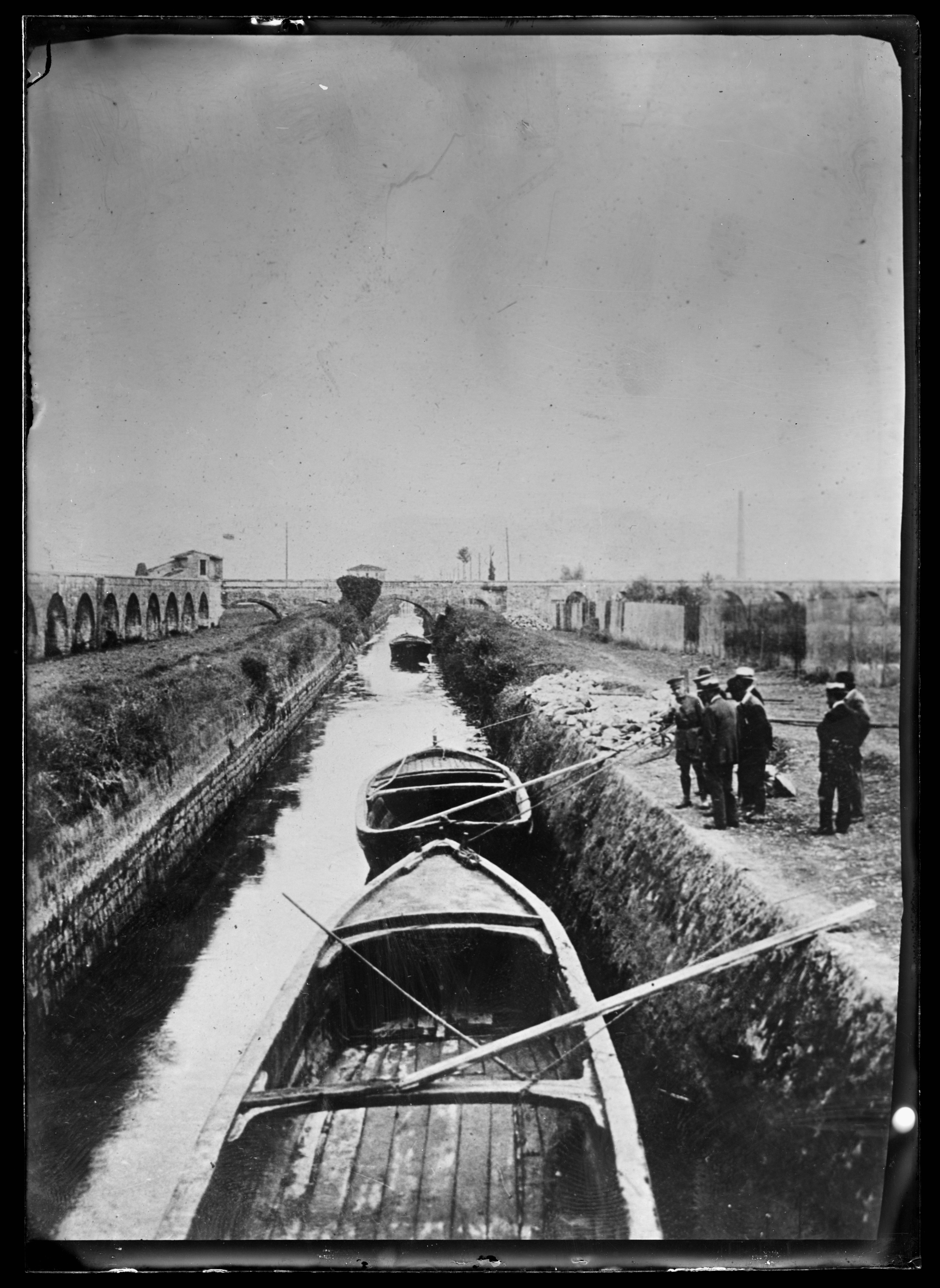
Barchette ormeggiate presso il fosso del Mulino nel 1918, sulla sinistra si intravede l'acquedotto che costeggia Via Angelo Battelli
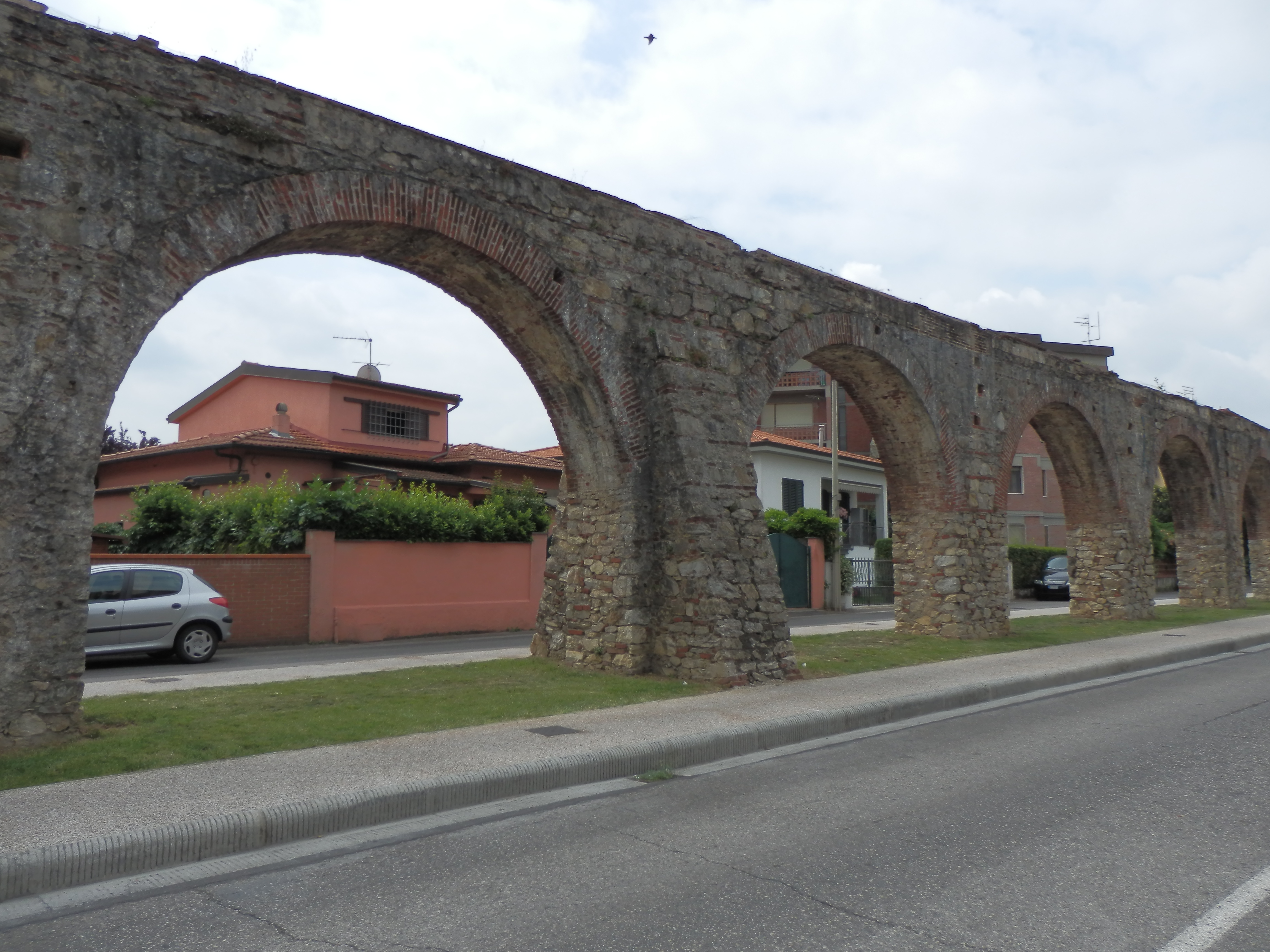
Tratto urbano presso Via Parini

## Descrizione
È composto da 954 archi equidistanti e decrescenti, edificati con mista di pietrame e laterizi alternati in modo da regolarizzarne la struttura. Le basi di fondazione degli archi sono basati da tronchi di pini interrati. La canalina dove passava l'acqua fu realizzata in terra cotta e sopra di essa vi sono lastre di pietra per evitare il riscaldamento dell'acqua da parte del sole e per evitare l'introduzione di sporcizia.
La numerazione degli archi, indicata con lapidi di marmo ogni dieci archi, parte da Pisa in direzione di Asciano.

Lungo l'acquedotto, nel tratto che collega Asciano a Pisa, è presente una pista ciclopedonale parzialmente rilevata sul tracciato della vecchia Via dei Condotti, deviata negli anni 80.

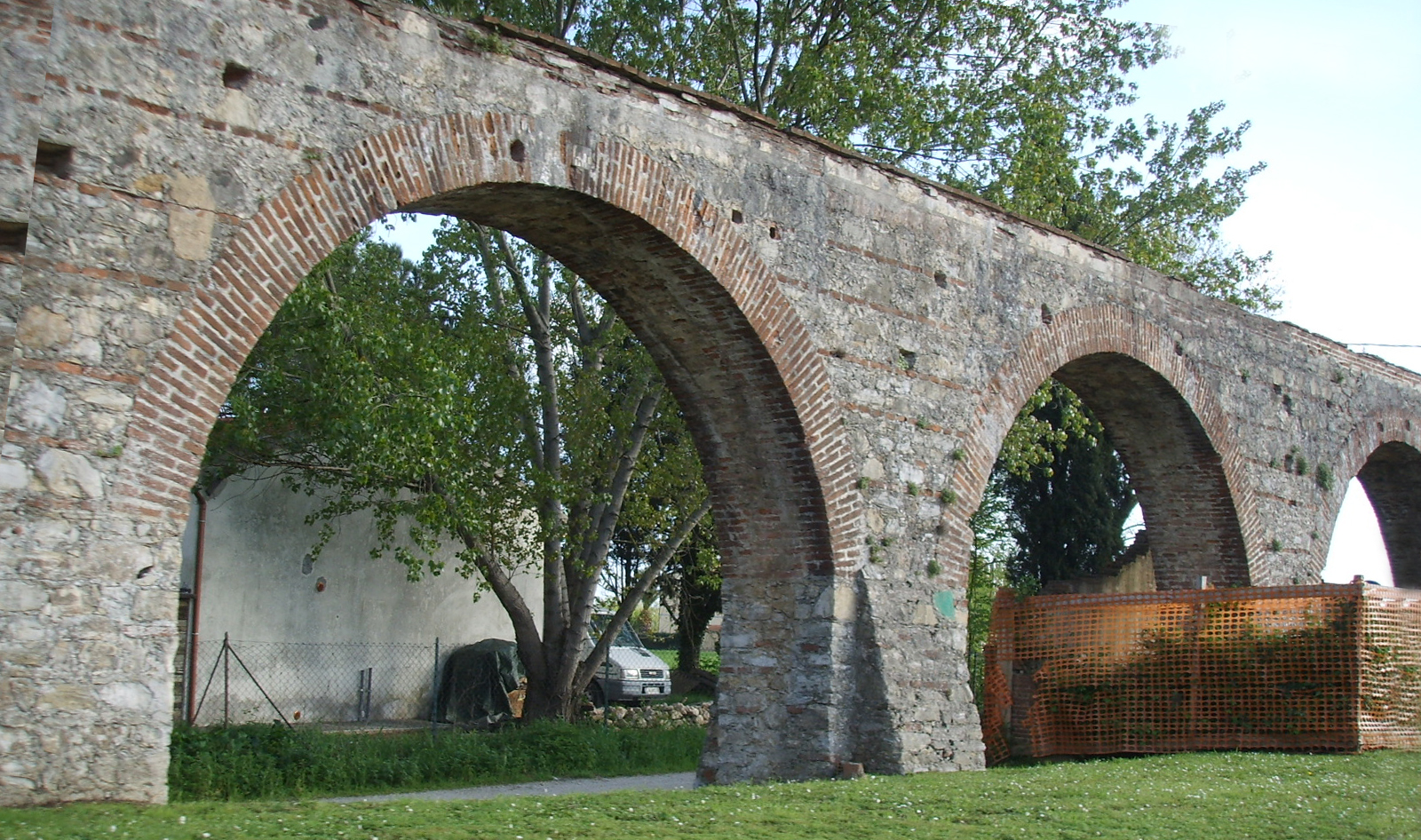
L'acquedotto nei pressi dell'incrocio con Via Puccini
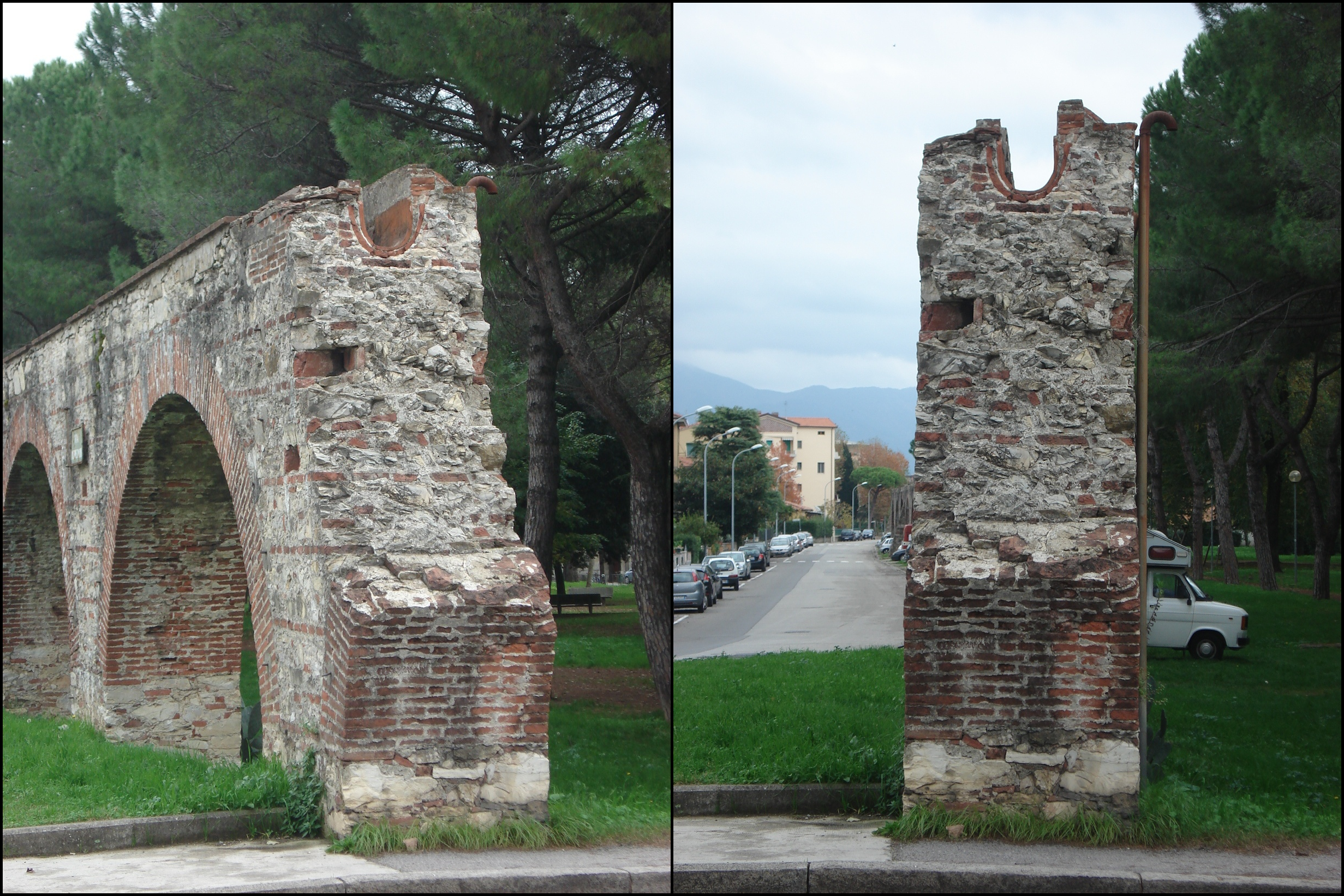
Particolare della canaletta in smaltata
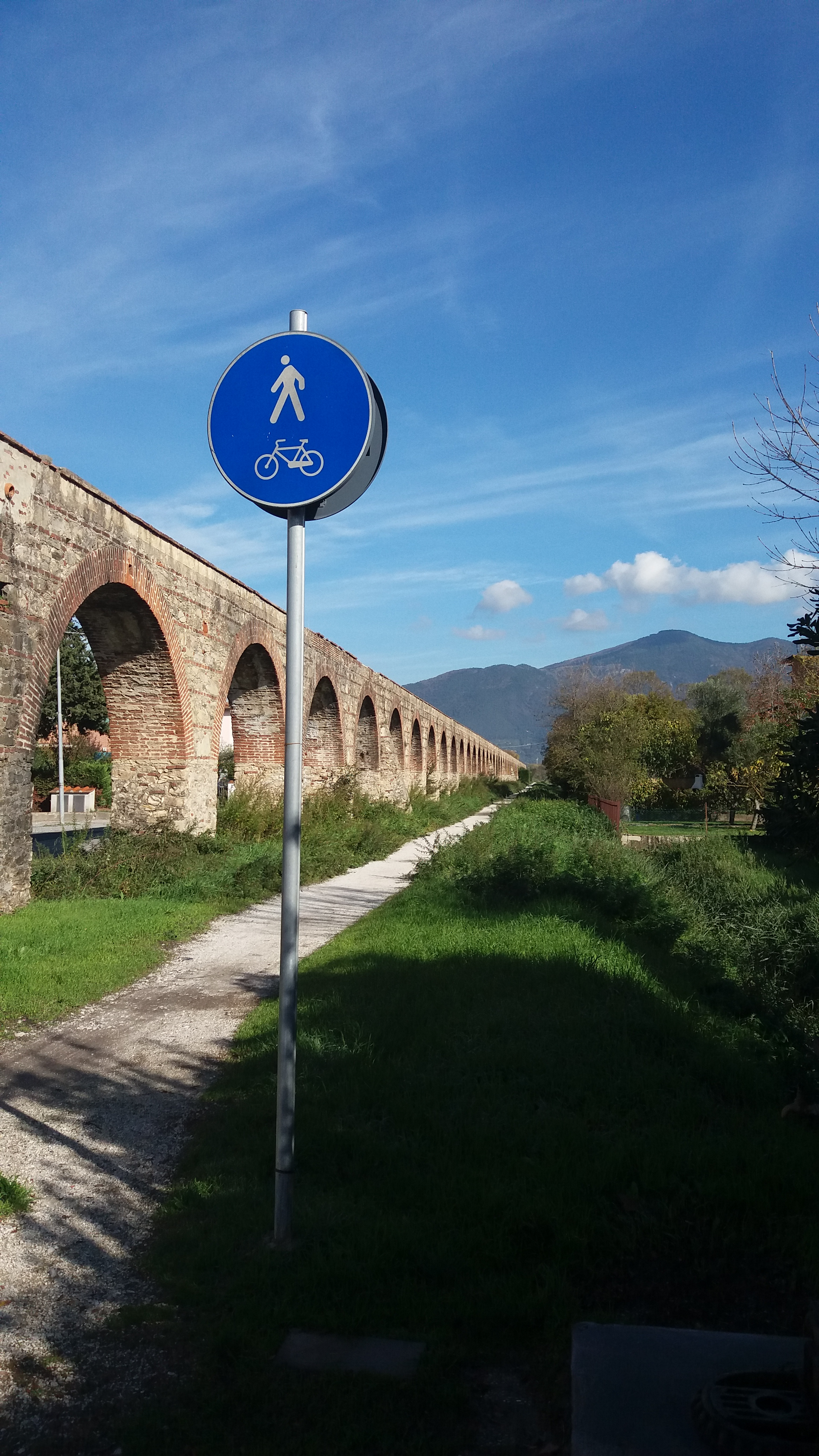
Pista ciclopedonale lungo l'acquedotto Mediceo
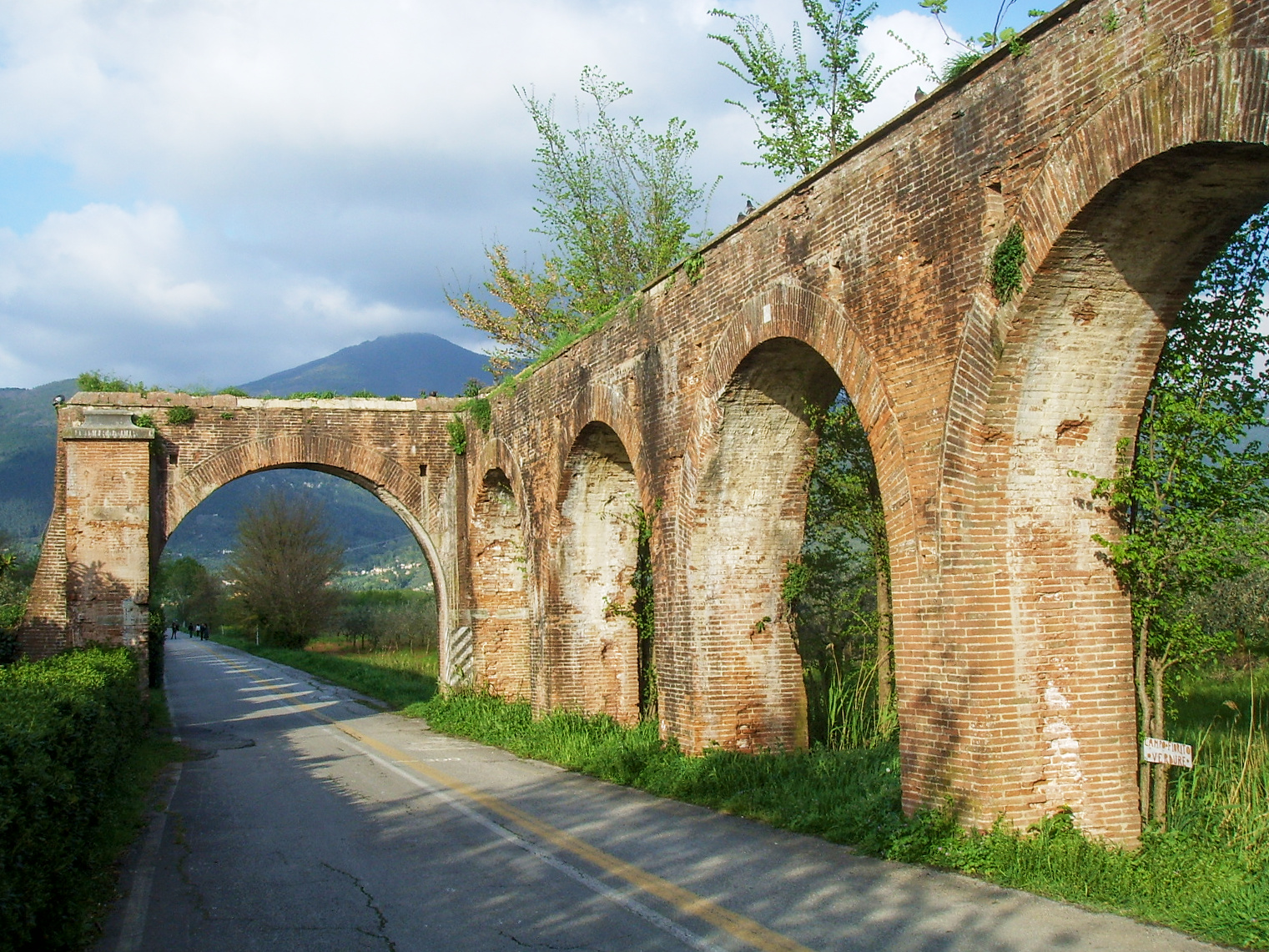
Intervento ottocentesco
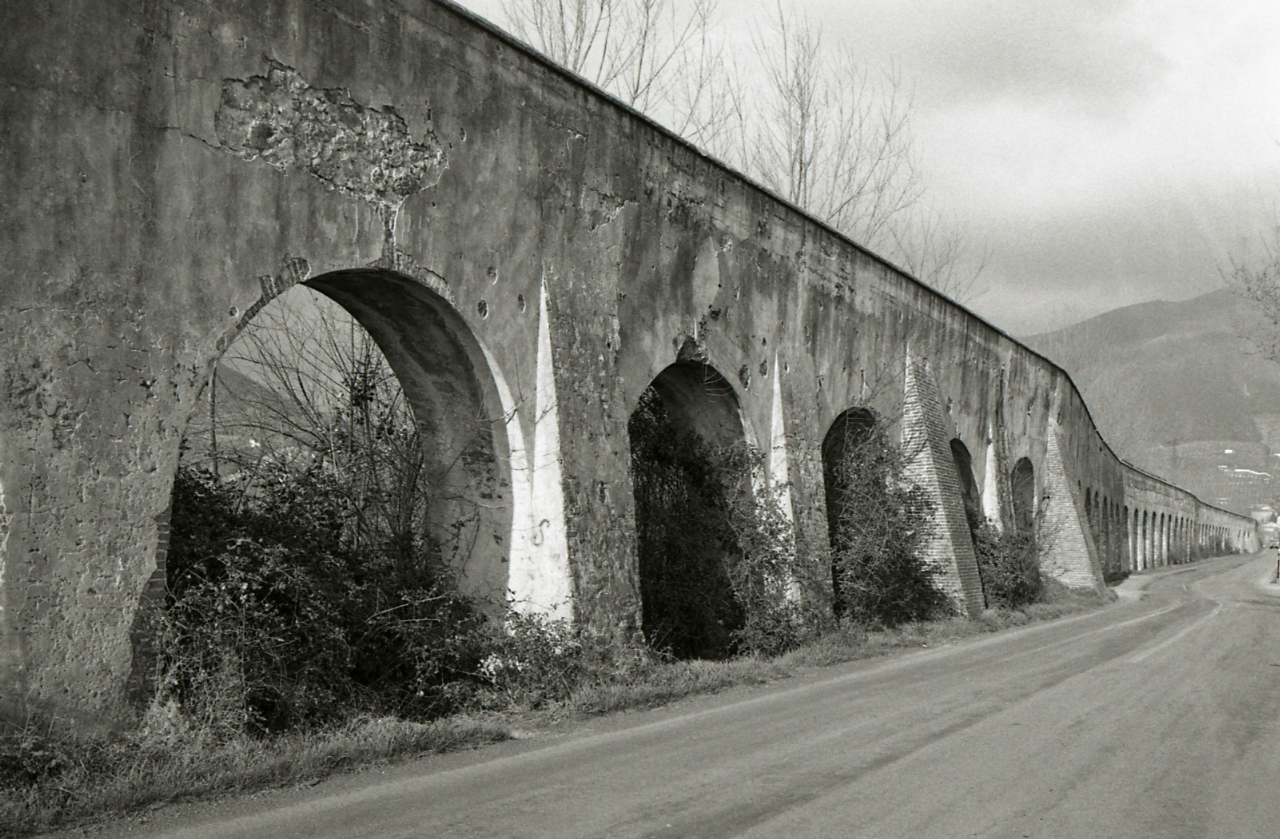
Contrafforti nel 1973, foto di Paolo Monti

### Distribuzione dell'acqua
Grazie alla costruzione dell'acquedotto furono costruite diverse fontane nella città, così che la popolazione smise di approvvigionarsi dai pozzi, i quali non godevano di buona qualità. La distribuzione dell'acqua lungo le arcate dell'acquedotto avveniva grazie a bottini idraulici che distribuivano l'acqua per scopi rurali, mentre all'interno della città l'acqua proseguiva con tubature sotterranee sia a fontane pubbliche che ad utenze private, come la condotta della Religione, in uso ad esclusiva discrezione dell'Ordine dei Cavalieri di Santo Stefano.
La prima fontana che incontriamo in città è quella di piazza delle Gondole, un tempo posta a ridosso di una cisterna non più esistente. La fontana, capostipite dell'acquedotto, è riccamente decorata in stile neoclassico in marmo bianco di San Giuliano, presenta in alto lo stemma dei Medici-Lorena e in basso due mascheroni, uno con funzioni ornamentali dove l'acqua scorreva continua traboccando in una mensola, mentre il mascherone in basso veniva usato dalla popolazione.
Altre fontane del quartiere di San Francesco sono situate in piazza D'Ancona, piazza San Luca, in via San Francesco (rimane un solo riquadro), piazza Cairoli e piazza Martiri della libertà (serviva il convento preesistente, quella attuale è una fontana ottocentesca di Alessandro Gherardesca). Nel quartiere di Sant'Anna troviamo una fontana in piazzetta Tongiorgi accanto alla chiesa di San Giuseppe, in piazza delle Vettovaglie, nel cortile del palazzo arcivescovile, sul lungarno davanti a Palazzo Reale (scomparsa) e nel Giardino dei Semplici (primo orto botanico della città, non più esistente). Per completare troviamo le due fontane più conosciute, quella dei Putti in Piazza dei Miracoli, opera di Giuseppe Vaccà e di Giovanni Antonio Cybei e la fontana del Gobbo di piazza dei Cavalieri posta davanti al piedistallo della statua di Cosimo I.

Lo storico quartiere Kinzica fu collegato all'acquedotto intorno al 1619 con una condotta che da piazza Cairoli passava dal ponte vecchio (al posto dell'attuale Ponte di Mezzo), da lì alimentava le fontane di Logge di Banchi, una vicino alla chiesa di Santa Maria della Spina (scomparsa) e quella in piazza San Martino.

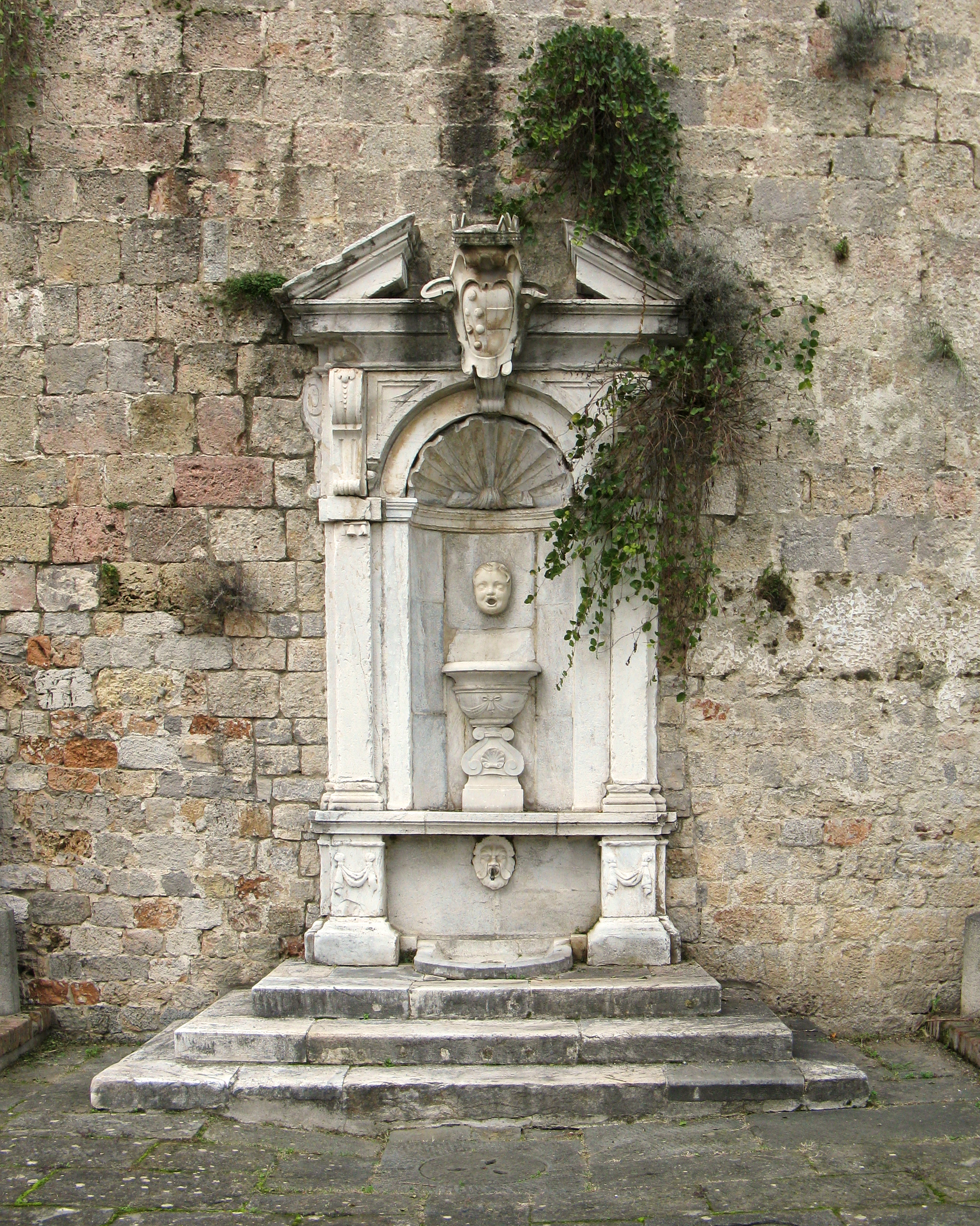
Fontana di piazza delle Gondole
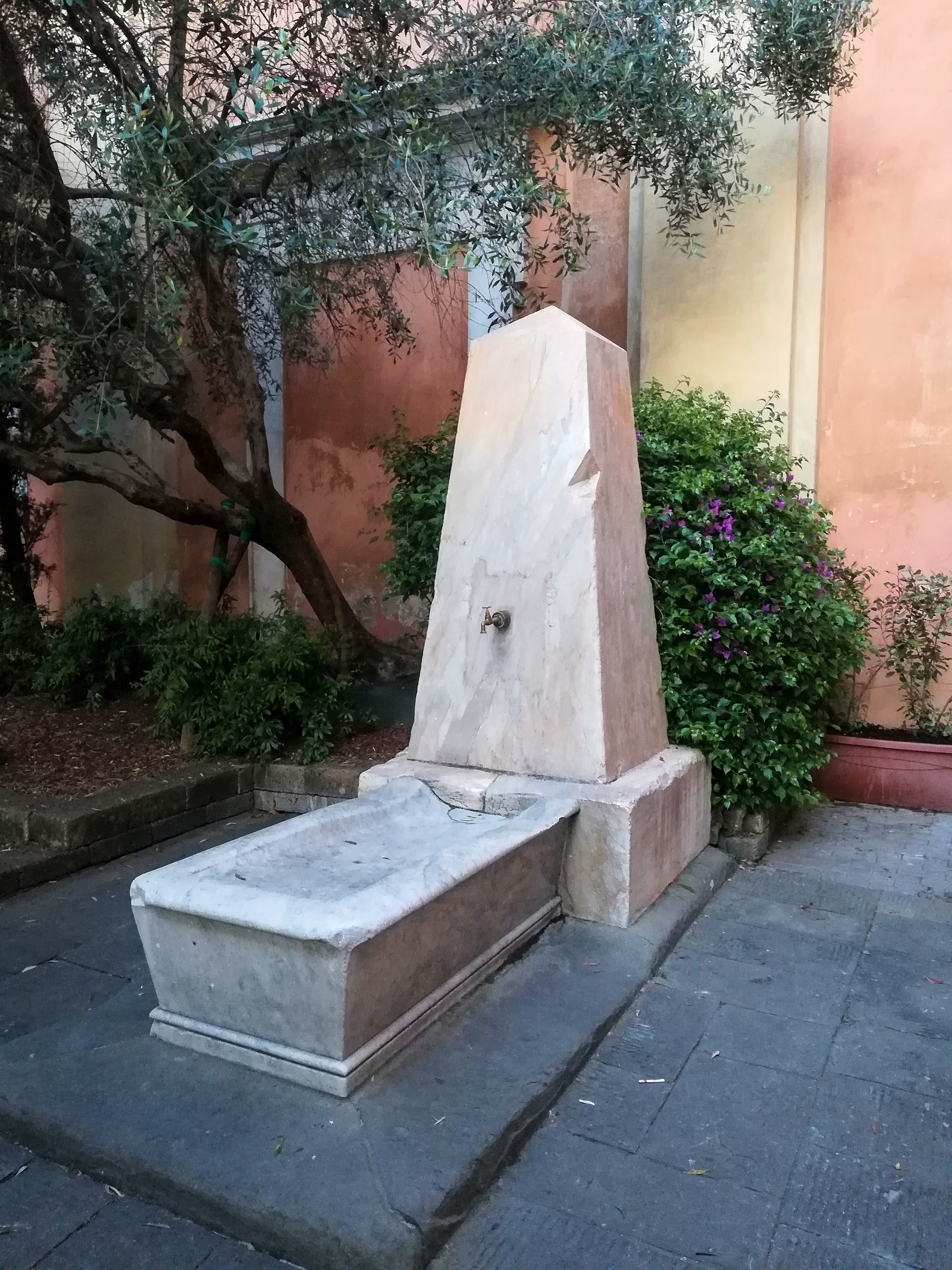
Fontana di piazzetta Tongiorgi
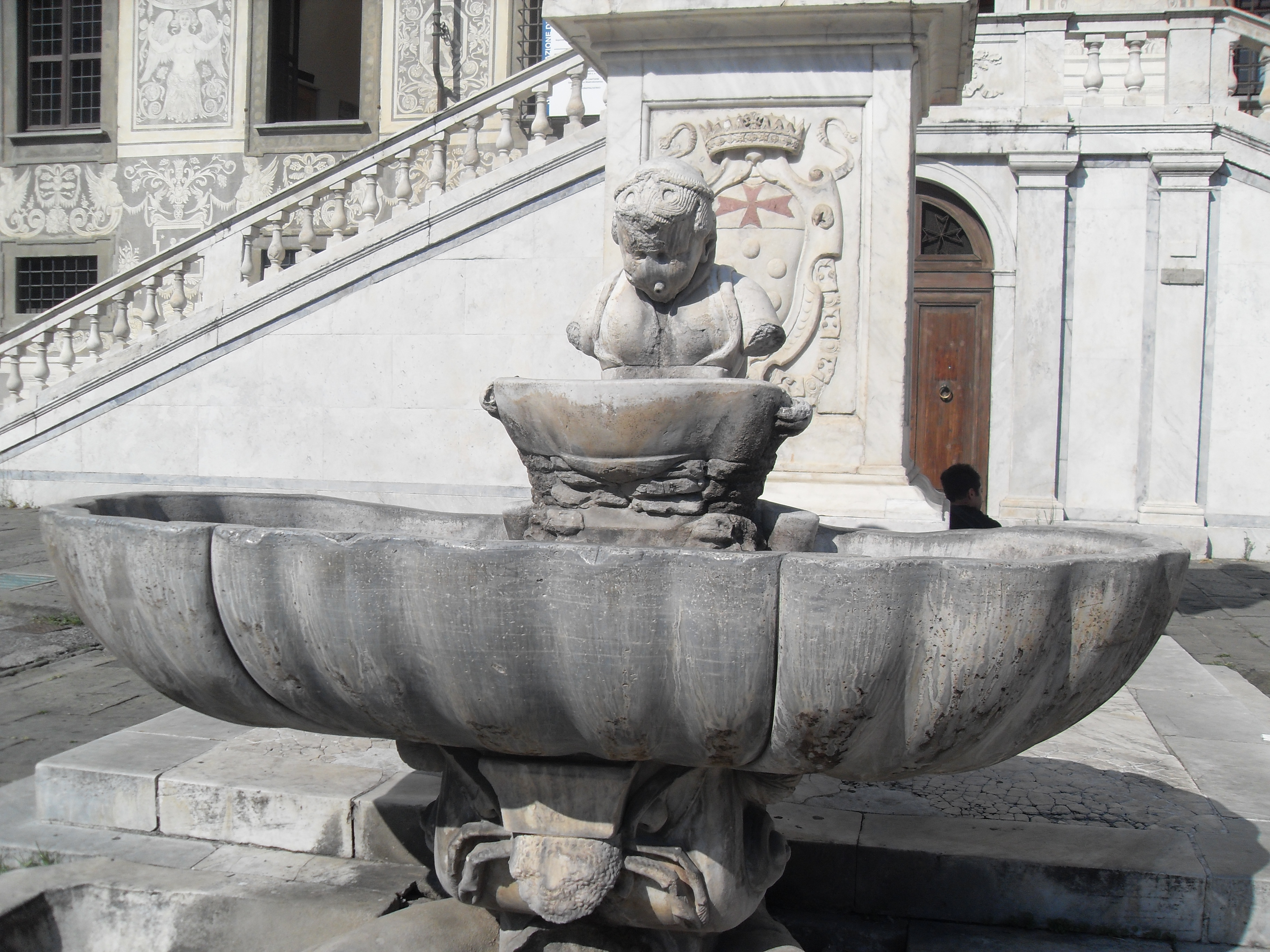
Fontana del Gobbo in piazza dei Cavalieri
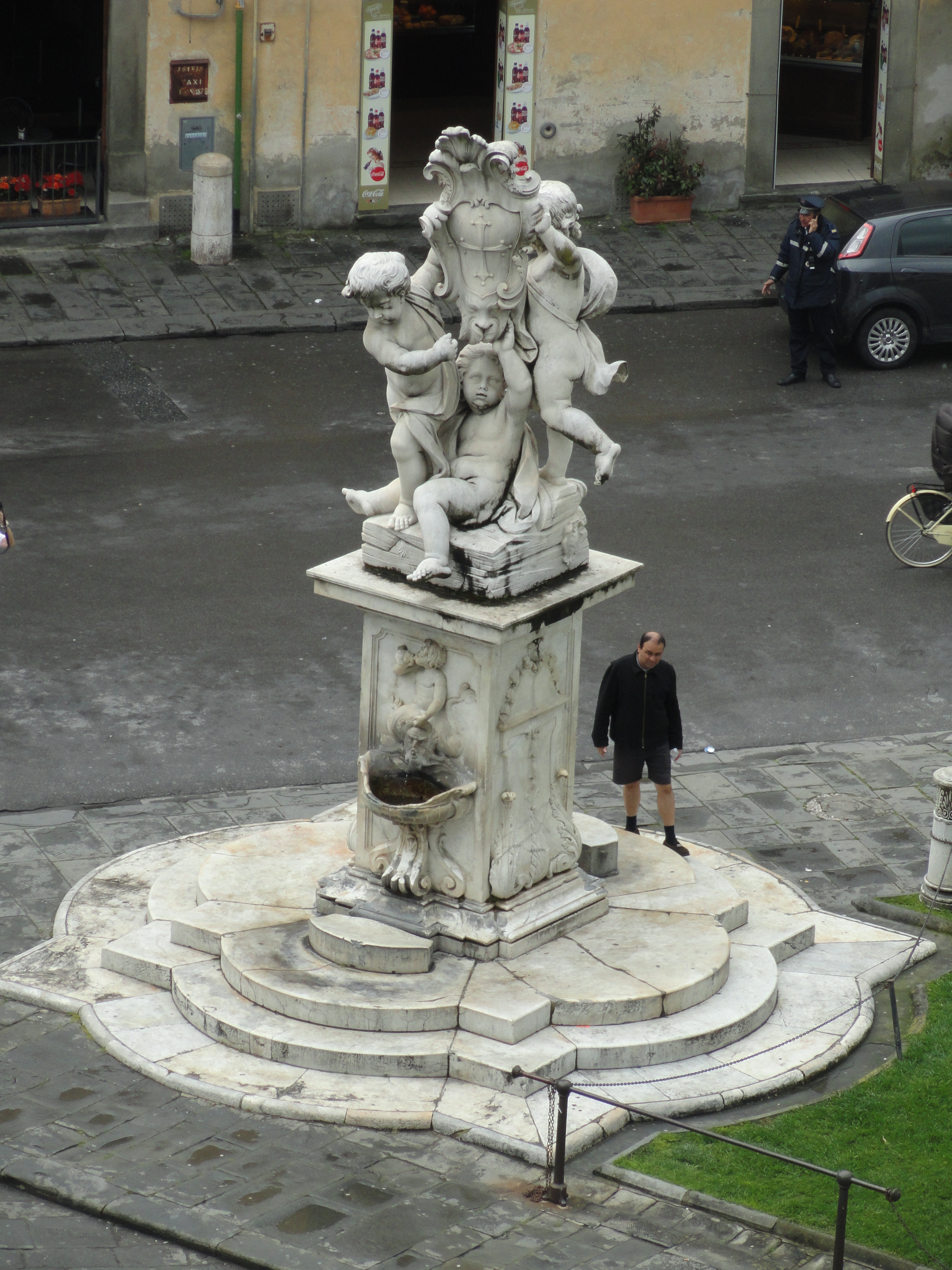
Fontana dei Putti, in piazza dei Miracoli
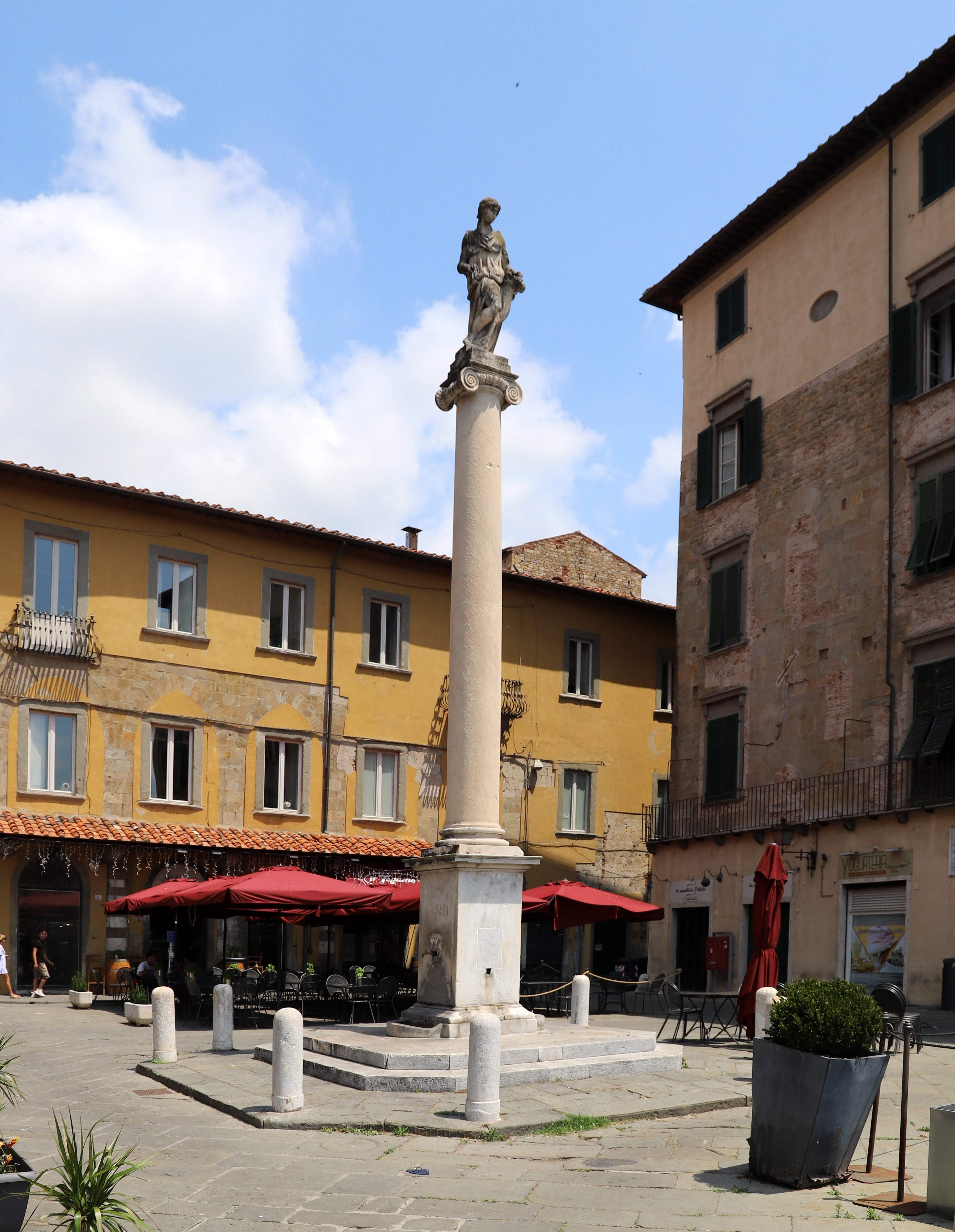
Fontana ai piedi della colonna della dovizia, in piazza Cairoli
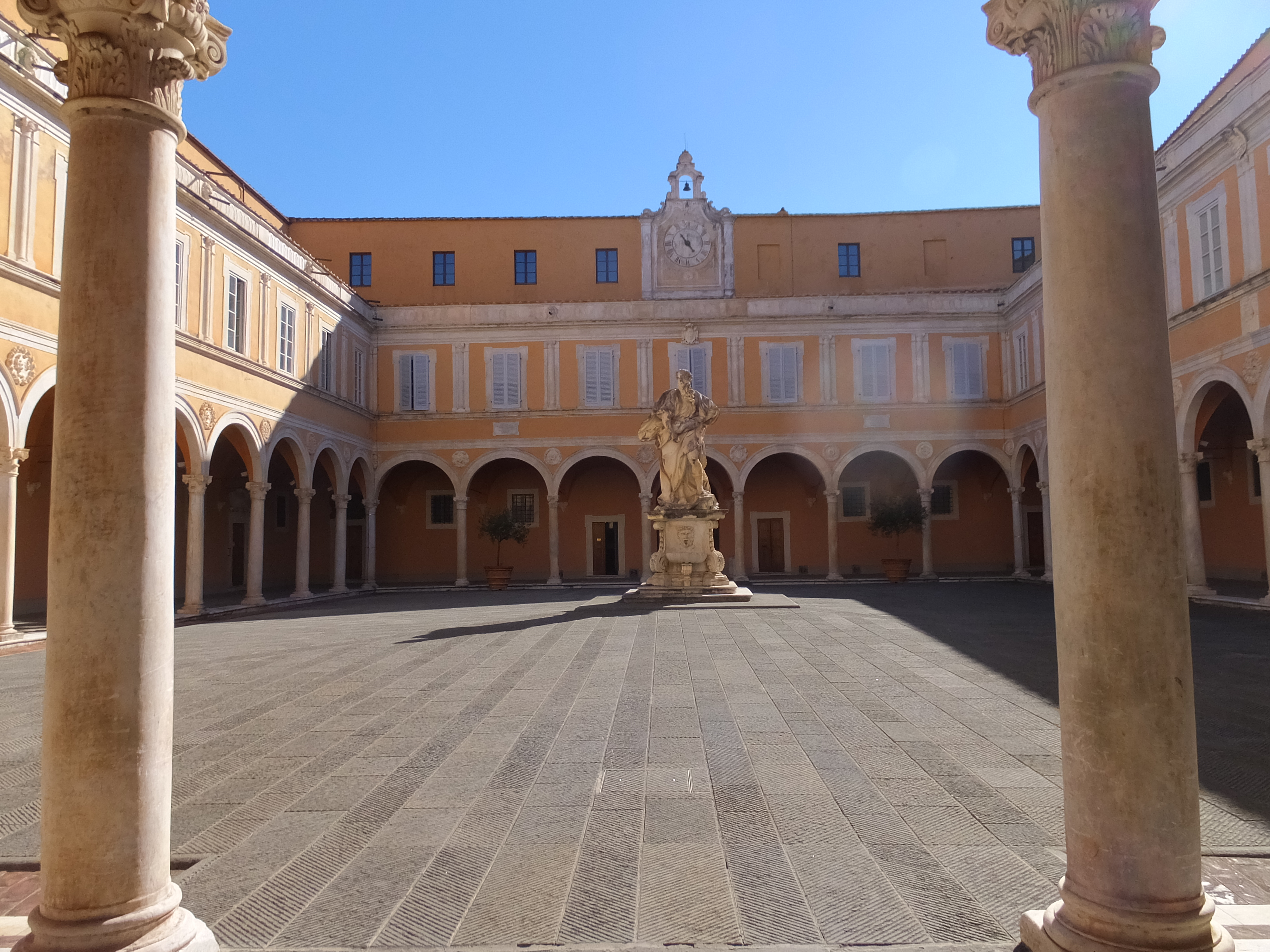
Fontana all'interno del cortile del palazzo dell'Arcivescovado
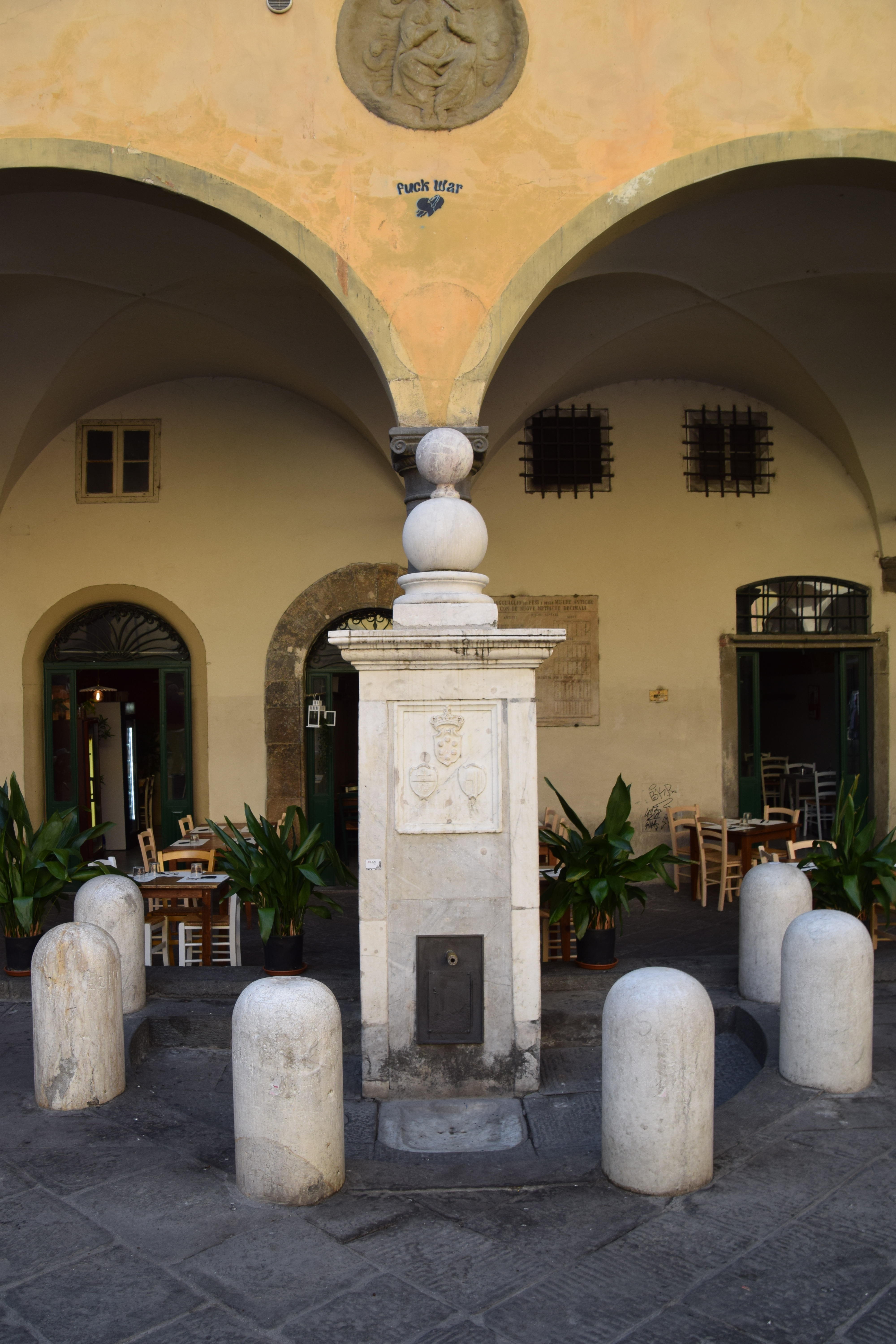
Fontana di piazza delle Vettovaglie

## Conservazione

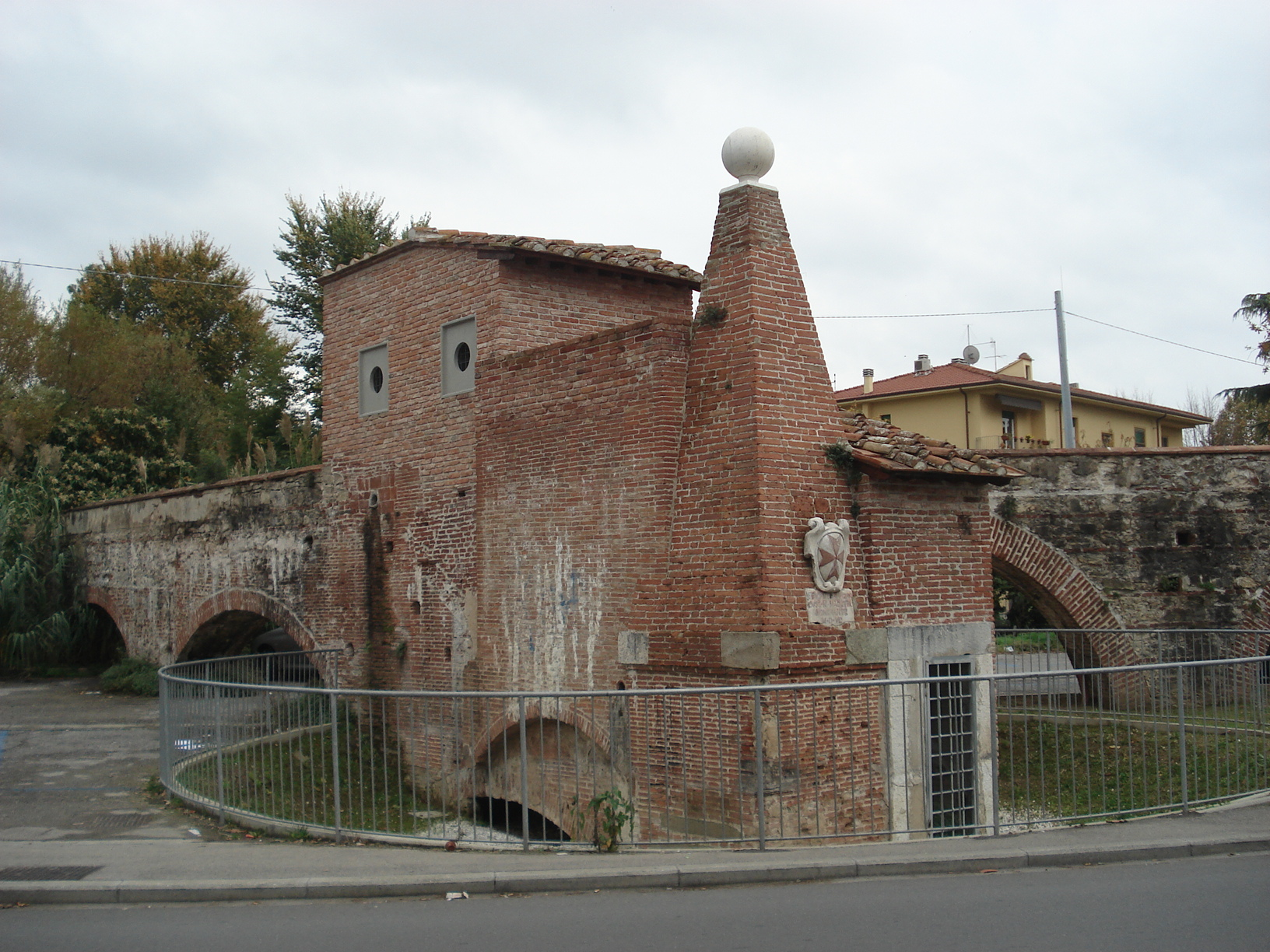
Stazione sull'acquedotto in via Battelli, Pisa. Restaurato nel 2007 dall'ITIS "Leonardo da Vinci"

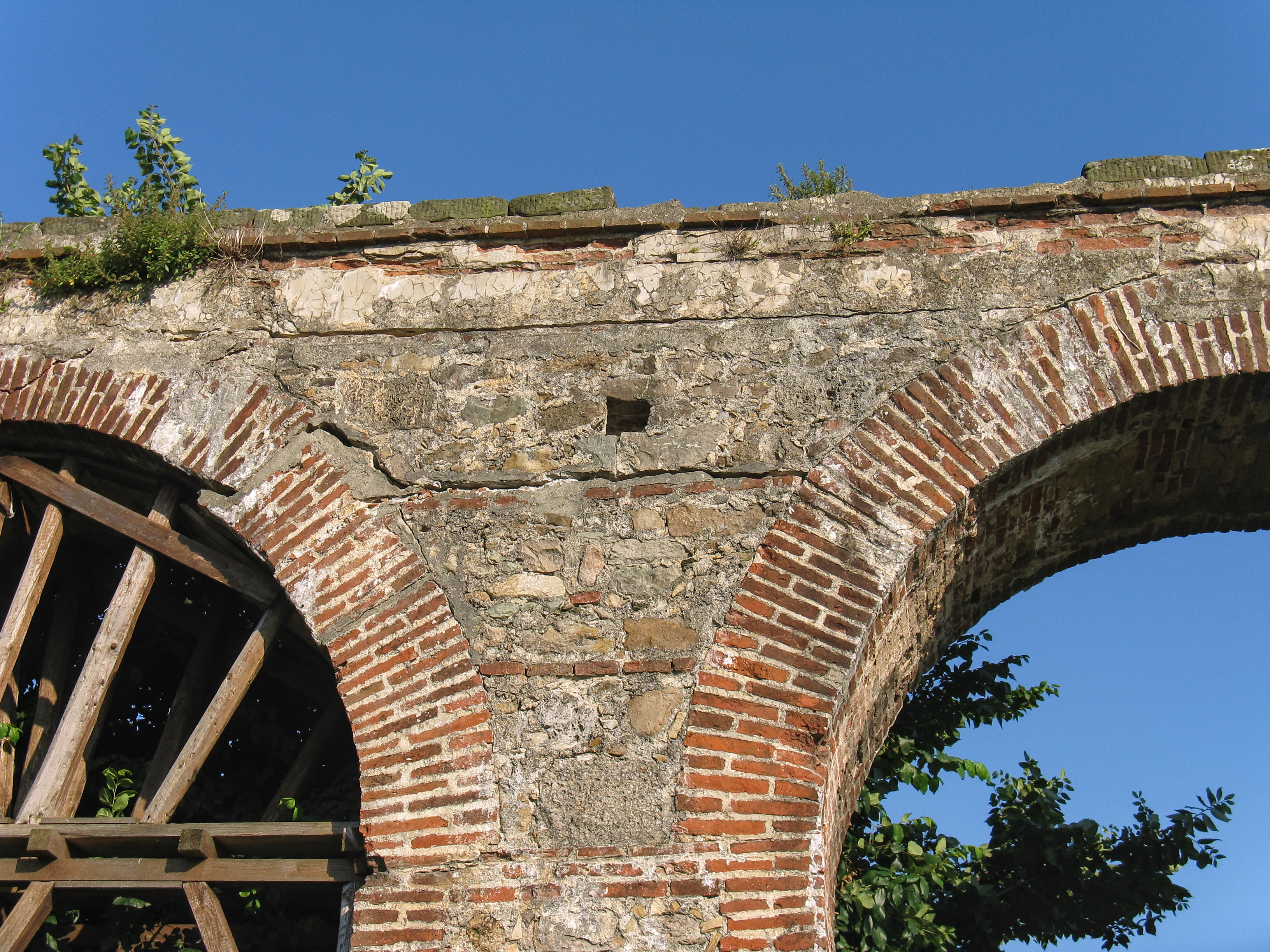
Lesioni nel tratto appena fuori l'abitato di Asciano

Attualmente lo stato di conservazione dell'acquedotto in tutto il suo tracciato è vario ma mediamente scarso. In dettaglio molte aree dell'acquedotto sono lasciate abbandonate a se stesse, senza alcun intervento fine ad assicurarne la conservazione nel tempo, così da risultarne compromessa la stabilità statica in alcuni punti. Molti archi hanno infatti una pendenza che arriva a 12° e presentano vistose crepe.
In vari punti dove l'acquedotto è crollato o artificialmente interrotto per questioni di viabilità, presenta mozziconi in evidente stato precario uniti da mezzane interrotte. Anche i diaframmi in muratura costruiti per mantenere la stabilità statica in alcuni punti sono attualmente dissociati dagli archi di alcuni centimetri. In totale, su 954 archi dell'opera in origine, risultano assenti 86 archi, sia per cause naturali come crolli sia per deliberate demolizioni a scopi urbanistici.
L'unico restauro degno di nota è quello effettuato dall'Istituto Tecnico Industriale "Leonardo da Vinci" di Pisa presso il casello idraulico di via Battelli grazie al progetto "La Scuola Adotta un Monumento".
In anni recenti il Comune di Pisa, proprietario dell'acquedotto, ha portato a termine il restauro del "Cisternone", l'elemento di maggiore rilievo architettonico, costituito in facciata da un timpano triangolare e lesene laterali. Questo aveva la funzione di stoccaggio delle acque da utilizzare in caso di intorbidamento per eventi meteorici di notevole intensità. Da qui, una galleria sotterranea adduceva l'acqua fino al bottino di San Rocco. L'intervento di riqualificazione del Cisternone di Asciano ha previsto l'installazione, all'interno della vasca in pietra, di un grande plastico rappresentativo dei monti e della pianura pisana così come essa si presentava all'epoca della realizzazione dell'opera idraulica.
Di particolare criticità è il tratto che viene attraversato dalla trafficata via Puccini, più volte danneggiato dal passaggio dei veicoli.

## Itinerari escursionistici
L'acquedotto mediceo fa parte dell'itinerario escursionistico "Via degli Acquedotti", che collega Pisa a Lucca, attraversando il Monte Pisano, seguendo in parte i tracciati dell'acquedotto mediceo e dell'acquedotto Nottolini. Il percorso è segnalato ed è lungo circa 23 km, da percorrere di due giorni. Questo itinerario può essere usato come variante della Via Francigena.